# Intégrine
Les intégrines sont des récepteurs d'adhésion cellulaire, c'est-à-dire des protéines transmembranaires dont l'une des extrémités interagit en général avec des protéines de la matrice extracellulaire situées à l'extérieur de la cellule (quelques intégrines peuvent interagir avec des protéines transmembranaires de cellules voisines), l'autre extrémité interagissant avec des constituants intracellulaires, notamment des molécules de signalisation contrôlant la migration, la survie, la prolifération et la différenciation. 
Les intégrines sont constituées d'une sous-unité alpha et d'une sous-unité bêta. La plupart d'entre elles se lient aux molécules de la matrice extracellulaire (par leur région extracellulaire) et aux microfilaments d'actine via un certain nombre de protéines de liaison qui s'associent à leur région intracellulaire. Il existe des exceptions comme le dimère α6β4 qui est relié à des filaments intermédiaires et constitue les hémi-desmosomes au sein des épithéliums.
Certaines intégrines jouent aussi un rôle dans l'adhésion cellule-cellule (par exemple les intégrines médiant l'adhésion des cellules du système immunitaire aux cellules endothéliales avant leur sortie des vaisseaux sanguins sur le site d'une inflammation).
Les intégrines jouent un rôle très important dans la migration, la différenciation et la survie des cellules.

## Structure
Les intégrines sont des hétérodimères, c'est-à-dire qu'elles sont constituées de deux sous-unités différentes : la chaîne α qui fixe des cations divalents et la chaîne β qui possède un domaine riche en cystéine.
On peut différencier trois domaines : l'un extracellulaire (extrémité N-terminale), l'un transmembranaire et le dernier intracellulaire (en C-terminal). 
On a découvert actuellement 18 sous-unités α et 8 sous-unités β différentes, il en existe d'autres types, et leur combinaison détermine la spécificité de l'intégrine au ligand. À ce jour, on dénombre 24 couples (dimères) αβ fonctionnels. Certaines combinaisons sont spécifiques d'un ligand (une combinaison αβ pouvant se lier à un seul type de ligand) d'autres sont non spécifiques (une combinaison αβ pouvant se lier avec plusieurs types de ligands)

## Fonctions
Les deux principales fonctions des intégrines sont :
- attachement de la cellule à la matrice extracellulaire ;
- transduction de signaux de la matrice extracellulaire vers la cellule.

### Attachement de la cellule à la matrice extracellulaire
Le rôle d'ancrage et d'attachement des cellules à la matrice extracellulaire est particulièrement important pour les cellules épithéliales qui sont rattachées à une lame basale par des hémidesmosomes (constitués avec l'intégrine α6β4), ce qui les empêche de se détacher du reste des tissus lors de frottements ou d'agression mécanique. Des souris n'exprimant plus l'intégrine β4 ont l'épiderme qui se détache du derme sous-jacent (forme d'épidermolyse bulleuse).
Dans le cas particulier des cellules souches hématopoïétiques, les intégrines permettent l'attachement de la cellule à son microenvironnement et ainsi permettre sa survie[réf. souhaitée].

### Transduction de signaux
Les intégrines jouent un rôle central dans la signalisation cellulaire. Une fois liées à leur ligand elles activent des voies de transduction intracellulaires faisant intervenir des protéines kinases. L'une des principales protéines activées est la focal adhesion kinase (FAK), une tyrosine kinase cytoplasmique. Elle se lie aux intégrines et s'autophosphoryle lorsque les intégrines forment des clusters (ou regroupement) appelés points d'adhésion focaux qui sont des points d'ancrage de la cellule à la matrice extracellulaire. La FAK phosphoryle alors sur des tyrosines d'autres protéines-cibles tels l'oncogène Src ou paxilline. Chez les souris, les cellules où FAK n'est plus présent ont de graves défauts de migration et de prolifération montrant toute l'importance de la FAK dans ces fonctions initiées par les intégrines.

## Cible thérapeutique
Le vedolizumab est un anticorps monoclonal dirigé contre l'intégrine α4β7 et en cours de test dans les maladies inflammatoires chroniques intestinales.
Le natalizumab est un autre anticorps dirigé contre les intégrines α4β1 et α4β7.
L'étrolizumab se fixe sur les sous-unités α4β7 et αEβ7 de l'intégrine.